# Мало-Село
Мало-Село (болг. Мало село) — село в Болгарии. Находится в Кюстендилской области, входит в общину Бобов-Дол. Население составляет 313 человек.

## Политическая ситуация
В местном кметстве Мало-Село, в состав которого входит Мало-Село, должность кмета (старосты) исполняет Бойчо Симеонов Богданов (Коалиция в составе 6 партий: Движение «Георгиев день», Земледельческий народный союз (ЗНС), Демократическая партия Болгарии (ДП), Союз демократических сил (СДС), Движение за права и свободы (ДПС), Народный голос, НДСВ) по результатам выборов правления кметства.
Кмет (мэр) общины Бобов-Дол — Грети Йосиф Алексова (Коалиция в составе 3 партий: Национальное движение «Симеон Второй» (НДСВ), Земледельческий народный союз (ЗНС), Союз демократических сил (СДС)) по результатам выборов в правление общины.